# Robert Lelièvre
Robert Lelièvre (1. oktober 1942 – 26. august 1973) var en fransk sanger, sangskriver og guitarist. Han huskes især som medlem af folkrock-trioen Cy, Maia & Robert, og som frontmand for det danske progressive rock-band Pan. Deres første og eneste album anses for at være blandt de allerbedste i dansk rockhistorie.

## Biografi

### Baggrund: 1942–65
Robert Jean Francis Lelièvre blev født i Le Bourg-d'Oisans, Isère, Frankrig den 1. oktober 1942. I januar 1962, efter 3 måneders værnepligt deserterede han fra den franske hær og flygtede ud af landet. Han tog først til Spanien, hvor han spillede guitar i et lokalt jazzband. Efter tre års rejsen rundt i Europa slog han sig i 1965 ned i København. Her mødte han den danske sanger og harmonikaspiller Maia Aarskov samt den engelske guitarist og sanger Cy Nicklin, og dannede sammen med dem trioen Cy, Maia & Robert.

### Folk rock i Cy, Maia & Robert: 1965–67
Cy, Maia & Robert første udgivelse var en LP med titlen On the Scene i 1966. Den bestod af én original komposition (af Lelièvre) og en håndfuld genfortolkninger, deriblandt en version af Paul Simons A Church Is Burning. Trioen havde i 1965 mødt og spillet med Simon under hans turné rundt på den danske folkemusik-scene. Albummet blev godt modtaget af den danske musikpresse, der beundrede trioen for deres høje tekniske formåen. Trioens andet udspil, Out of Our Times, blev udgivet året efter. Denne plade bestod udelukkende af egne kompositioner, med musik af Lelièvre og tekster af den amerikanske sangskriver Paul Secon. Ligeledes en kritikersucces i Danmark, rygtet om Out of Our Times nåede til England, og trioen blev inviteret til London for at genindspille I'm on My Way som en slags visitkort til større markeder. Der var ambitiøse planer om pladeudgivelse i USA og en optræden på engelsk TV, men dårlig rådgivning og amatøragtig management forpurrede disse. Samtidig opstod der intern uenighed blandt medlemmerne om den fremtidige musikalske retning, så da de i november 1967 fik alt deres grej stjålet, gik Cy, Maia & Robert på deres karrieres højdepunkt i opløsning. At deres plader ikke solgte så godt som man havde håbet spillede også ind i beslutningen.

### Tre plader med tre Campbells: 1967–68
Mens de stadig spillede i Cy, Maia & Robert ledsagede Lelièvre og Nicklin den skotske folkesanger Alex Campbell på live albummet Alex Campbell at the Tivoli Gardens, indspillet i 1967 i Københavns Tivoli.
I marts og april 1968, stadig i København, spillede Lelièvre med trommeslager James "Jimmy" Campbell og bassist Iain Campbell i den kortlivede trio Full Limit. Som Maia & Full Limit med Maia Aarskov som sanger udgav de en singleplade, Cheers Dears / Natural Man på Metronome Records.
Herefter indspillede Lelièvre en næsten-akustisk plade sammen med Iain Campbell, som han havde mødt og det foregående år var blevet venner med. LP'en Alliance blev udgivet i oktober samme år under navnet Robert & Iain. Fem af de seks sange skrevet af Lelièvre på denne plade (alle med franske tekster) blev fremført af ham selv, kun akkompagneret af sin akustiske guitar.

### London, solo projekt og High Crossfield: 1969
I november 1968 mødte Lelièvre Julie Driscoll og hendes manager Giorgio Gomelsky, der inviterede ham til at rejse til London i januar. Imidlertid modtog han i december en invitation fra Paul McCartney til at indspille et album for det nyoprettede Apple Records. Således tog Lelièvre til London i december 1968, men aftalen med Apple Records blev ikke til noget. I stedet underskrev han en kontrakt som sangskriver og studiemusiker for Gomelskys kortlivede pladeselskab Marmalade Records. Med medvirken af (blandt andre) John McLaughlin og Brian Auger indspillede Lelièvre en række sange i Londons Advision studie med henblik på et soloalbum. Af grunde der forbliver uklare blev soloalbummet aldrig udgivet, men to af sangene, "Dis-toi-bien" og "J'ai vu ton visage", udkom på en singleplade i Frankrig på Marmalade Records under navnet Lelièvre. "Dis-toi-bien" optrådte også på opsamlingspladen Marmalade 100 Proof med forskellige kunstnere i Marmalade's stald. Denne LP blev udgivet kort før pladeselskabet lukkede og Lelièvre derfor opsagt fra sin kontrakt.
Lelièvre vendte i juni 1969 tilbage til Danmark, hvor han for en kort stund genetablerede samarbejdet med sin gamle ven Cy Nicklin i et nyt band, High Crossfield. Dette band eksisterede kun et par måneder, men nåede at optræde i både dansk radio og TV til trods for at de aldrig nåede at indspillede i et pladestudie.

### Progressiv rock i Pan: 1970
I oktober 1969 dannede Lelièvre og High Crossfield bassisten Arne Würgler hvad der skulle blive Lelièvre's mest markante musikalske konstellation: Den progressive rockgruppe Pan. Lelièvre og Würgler fandt sammen med fire andre danske musikere: Brødrene Thomas og Michael Puggaard-Müller (guitar og trommer), jazz-organisten Henning Verner (som tidligere havde optrådt med Dexter Gordon) samt sanger og sangskriver Niels Skousen, der oprindeligt delte tjansen som forsanger med Lelièvre men forlod Pan allerede i januar 1970. Pan udgav deres første singleplade In a Simple Way / Right Across My Bed i samme måned, efterfulgt af deres debut album Pan i maj. Al musik og tekst er skrevet af Lelièvre (med to af sangene på fransk og resten på engelsk), og produktionen fremhæver den sofistikerede blanding af rock, blues, folkemusik, jazz og endda et par stænk af klassisk. På tidspunktet for dens udgivelse blev Pan hyldet af den danske presse, og Dagbladet Information udråbte den til "det bedste danske rock album indtil videre". Med tiden har pladen opnået status af klassiker i dansk rockhistorie. Den er således nævnt som det fjerdebedste danske rock-album fra 1970'erne i Politikens Dansk Rock.
Pan var i 1970 ofte i offentlighedens søgelys. De gav utallige koncerter, spillede på festivaler i Danmark og Tyskland og medvirkede i to danske radioudsendelser og et TV program. De to radioudsendelser blev optaget af DR og udgivet på CD i 2004 af det danske selskab Karma Music under titlen Pan on the Air – Danish Radio Sessions 1970. De skrev og indspillede også 20 minutters instrumental musik til den svenske film Deadline  og udfyldte selv rollen som et turnerende band i filmen. Men trods succesen på scenen og i medierne solgte Pan ikke godt, og bandet gik i løbet af efteråret 1970 langsomt i opløsning.

### Solo-projekt nummer to, fængsling og død: 1971–73
Efter opløsningen af Pan indspillede Robert Lelièvre i 1971 et soloalbum med blandt andre nogle af musikerne fra Pan. På dette album havde alle sange med undtagelse af én franske tekster. Albummet blev efter færdiggørelsen stemplet som "ukommercielt" af pladeselskabet, Sonet, og forbliver til denne dag uudgivet.
Underlagt truslen om fængsling som desertør fra hæren var Lelièvre aldrig vendt tilbage til Frankrig efter flugten i 1962. Ikke desto mindre gav han i interviews ofte udtryk for at han led af hjemvé: "Hvor ville jeg gerne se mit fædreland igen. Jeg savner Frankrig. Især på denne årstid. Ikke forstået sådan at jeg ikke kan lide Danmark. Men bare tanken om at gå på gaden hvor folk taler samme sprog som én selv." Så da den franske regering i 1972 udstedte en amnesti, rejste han hjem for at opfylde sin drøm. På trods af amnestien blev Lelièvre fængslet og afsonede sin straf.
Efter løsladelsen returnerede Lelièvre til Danmark, hvor han gik endnu vanskeligere tider i møde. Plaget af indre dæmoner og frustreret af musikbranchen, tog han sit eget liv den 26. august 1973 i København. "En uvidende verden mistede en af sin generations mest talentfulde sangskrivere" skrev den norske forfatter Dag Erik Asbjørnsen 30 år senere i sin bog Scented Gardens of Mind: A Comprehensive Guide to the Golden Era of Progressive Rock (1968-1980 ).
Han er begravet på Vestre Katolske Kirkegård.

## Diskografi

### Albums
- Cy, Maia & Robert: On the Scene (1966) – Sonet (SLPS 1220)
- Cy, Maia & Robert: Out of Our Times (1967) – Sonet (SLPS 1240)
- Alex Campbell: Alex Campbell at the Tivoli Gardens (1967) – Storyville Records (671207)
- Robert & Iain: Alliance (1968) – Metronome Records (BP 7707)
- Pan: Pan (1970) – Sonet (SLPS 1518)
- Pan: Pan on the Air – Danish Radio Sessions 1970 (2004) – Karma Music (KMCD 28114)

### Singler
- Cy, Maia & Robert: "A Church Is Burning" / "Take a Look Inside" (1966) – Sonet (T 7223)
- Cy, Maia & Robert: "Green Rocky Road" / "Harvest of Hate" (1966) – Sonet (T 7238)
- Maia & Full Limit: "Cheers Dears" / "Natural Man" (1968) – Metronome Records (B 1700)
- Robert & Iain: "Demain" / "Glass Fibre Road" (1968) – Belter Records (07-762)
- Lelièvre: "Dis-toi-bien" / "J'ai vu ton visage" (1969) – Marmalade Records (421 457)
- Pan: "In a Simple Way" / "Right Across My Bed" (1970) – Sonet (T 7258)